# Buanerges Rosero
Buanerges Florencio Rosero Peña (Puerto Caicedo, 30 de julio de 1976) es un político y contador público colombiano, que se desempeñó como Gobernador del Departamento de Putumayo.

## Biografía
Contador público de profesión, nació el 30 de julio de 1976 en el municipio de Puerto Caicedo, entonces parte de la extinta Intendencia del Putumayo.
Comenzó su carrera en el sector público como gerente de los hospitales de Puerto Caicedo y de Puerto Asís. Posteriormente se desempeñó como Contador del Municipio de Puerto Caicedo, población de la cual se convirtió alcalde en las elecciones regionales de Colombia de 2011.
Posteriormente se desempeñó como director regional del Ministerio de Trabajo en Putumayo. También fue asesor de la Alcaldía de Villagarzón y del Ministerio del Interior.
En las elecciones regionales de Colombia de 2019 fue candidato a la gobernación de Putumayo con el apoyo de la Alianza Social Independiente y del Partido Cambio Radical. El 27 de octubre, Rosero fue elegido gobernador de Putumayo con 38.295 votos, equivalentes al 29,17% del total. Su candidato más cercano fue Andrés Cancimance (Colombia Humana – Unión Patriótica), con 29.761 votos (22,47%).
Durante el mandado como Gobernador, Buanerges Rosero se caracterizó por impulsar grandes obras para el desarrollo del Departamento, por lo que se reconoció a su administración como el Gobierno de las obras, gozando de esta manera de gran aceptación por parte de la comunidad.